# Bohuslav Kohout
Plukovník in memoriam Bohuslav Kohout (5. prosince 1896, Litomyšl – 26. srpna 1942 Berlín, věznice Plötzensee) byl čs. armádní důstojník, vojenský autor a vychovatel. Za německé okupace člen vojenské podzemní organizace Obrana národa (ON), po vyzrazení zatčen v lednu 1940 gestapem, dva roky vězněn, postaven 7. ledna 1942 před nacistický soud (Volksgericht) v Berlíně, odsouzen k smrti a 26. srpna 1942 v Berlíně-Plötzensee popraven.

## Mládí
Narozen 5. prosince 1896 v Litomyšli do rodiny gymnazijního profesora Ignáce Kohouta, původem z Hané, a Emilie rozené Červinkové původem z Polabí. Mládí prožil ve Vysokém Mýtě, byl nadšeným propagátorem skautského hnutí a branné výchovy a zaujala ho střelba z pušky. V roce 1910 ho jako kvartána gymnázia zastihla náhlá smrt otce na zápal plic. Rodina zůstala bez finančních prostředků a Bohuslav Kohout byl nucen zvolit praktické povolání - rozhodl se tedy pro vojenskou dráhu.

## Služba v rakousko-uherské armádě
Přijat roku 1912 do c. k. rakousko-uherské kadetní školy pro pěchotu v Praze, vyřazen 15. března 1915 v hodnosti praporčíka. Byl odvelen 1. června 1915 jako velitel čety s c. k. pěším plukem č. 20 „Stanislavov“ na ruské bojiště v Haliči. Ustanoven 18. července 1915 velitelem 1. kulometného oddílu, pak v srpnu 1915 povýšen na poručíka. Od 18. května 1916 působil na italském bojišti jako velitel kulometné čety, v srpnu 1917 byl povýšen na nadporučíka. Na ruském bojišti byl od 1. listopadu 1917 velitelem kulometné setniny.

## V československé armádě a autorská činnost

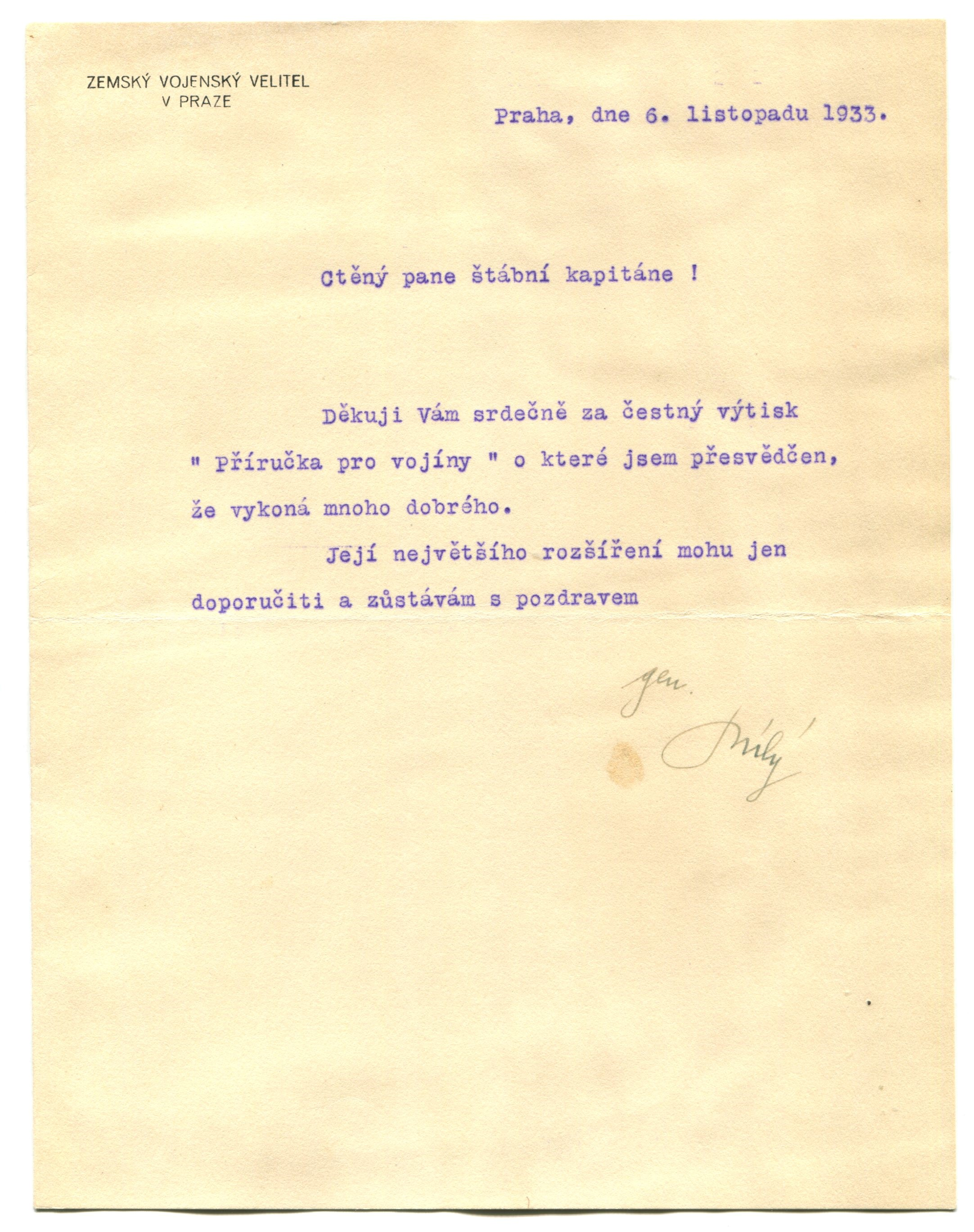
Dopis gen. J. Bilého B. Kohoutovi

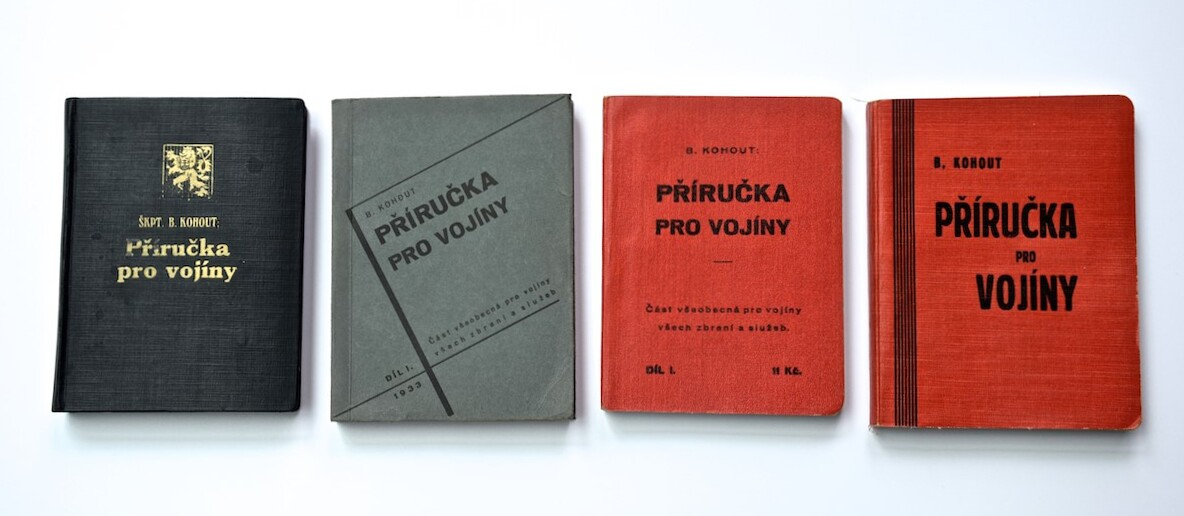
Různá vydání Příručky pro vojíny

Do čs. armády se přihlásil 29. října 1918 u posádkového velitelství ve Vysokém Mýtě a byl ustanoven velitelem náhradní eskadrony u 2. jezdeckého střeleckého pluku, později přejmenovaného na dragounský pluk 9. U tohoto pluku sloužil a zastával různé velitelské funkce až do rozpuštění čs. armády v roce 1939. Roku 1925 byl povýšen na kapitána jezdectva, roku 1929 na štábního kapitána a roku 1937 na majora jezdectva. Navíc se stal řádným členem Vojenského vědeckého ústavu v Praze, od roku 1931 spolupracoval s ministerstvem národní obrany při zpracování služebních předpisů. Byl autorem Příručky pro vojíny vydané v roce 1933, která se stala vojenskou pomůckou při výchově vojínů základní služby a která doznala opakovaných ročních vydání až do roku 1938. Příručka byla rovněž vydána v jazyce německém a madarském. Pro Vojenský Vědecký Ústav zpracoval Rukověť branné výchovy - Nižší stupeň (1934), a Vyšší stupeň (1936). Jeho rukopis Příručka pro vojíny jezdectva byl dokončen až v roce 1938 a tato příručka nebyla již vydána v důsledku Mnichovské dohody.

## Armádní protinacistický odboj

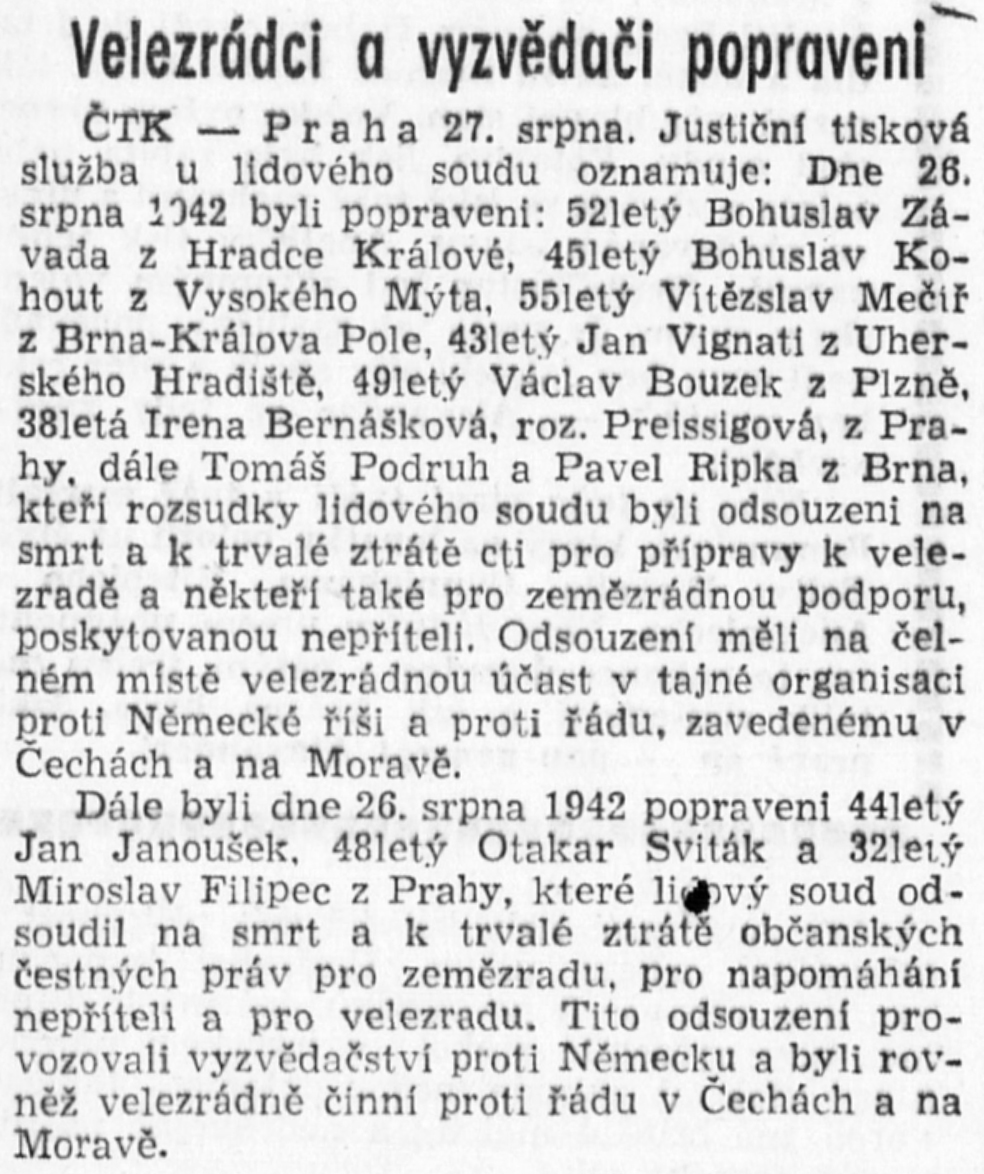
Článek v protektorátní Moravské orlici informující o popravě Bohuslava Kohouta, Bohuslava Závady a dalších odsouzených dne 26.8.1942

Dne 15. března 1939 republiku obsadila německá vojska, byl vyhlášen Protektorát Čechy a Morava, a čs. armáda byla rozpuštěna. Mjr. Kohout odešel do civilu, ale jako bývalý čs. důstojník se napojil na vojenské podzemní hnutí Obrana národa (ON), které se tvořilo pod vedením generála Josefa Bílého. ON se stala hlavní domácí podzemní protinacistickou organizací, byla zaměřena na konečnou porážku německých okupantů a byla ve spojení s Československou exilovou vládou v Londýně v čele s Dr. Edvardem Benešem. Bývalý velitel posádky ve Vysokém Mýtě, plk. Ing. Bohuslav Závada byl pověřen vybudováním 1. podúseku ON v politickém okrese Vysoké Mýto, ve spolupraci s mjr. Kohoutem. Po odchodu plk. Závady z Vysokého Mýta v červnu 1939 mjr. Kohout jeho velitelskou funkci převzal.
Koncem roku 1939 gestapo proniklo do sítě organizace ON a záhy pozatýkalo většinu jejích vedoucích představitelů jak v ústředí, tak na úrovni krajů a okresů. Mjr. Kohout, plk. Závada a pět dalších členů vysokomýtského podúseku ON byli dne 7. února 1940 zatčeni a nepřetržitě vězněni po dobu téměř dvou let v Pardubicích, Drážďanech, Lipsku, Gollnově u Štětína a Alt-Věznice Moabit v Berlíně. Dne 7. ledna 1942 byla celá skupina postavena před nacistický lidový soud (Volksgericht) v Berlíně. Mjr. Bohuslav Kohout a plk. Ing. Bohuslav Závada byli odsouzeni k trestu smrti, ostatní obžalovaní obdrželi tresty káznice trvající od tří do deseti let. Mjr. Kohout a plk. Závada byli po rozsudku přemístěni do věznice v Berlíně-Plötzensee a po dalším věznění byli dne 26. srpna 1942 v časných ranních hodinách popraveni.

## Řády a vyznamenání

### Rakousko-uherská armáda
| Vojenská záslužná medaile (Rakousko) | Signum laudis, bronzový stupeň |
| Vojenská záslužná medaile (Rakousko) | Signum laudis, stříbrný stupeň |

### In memoriam
| Československý válečný kříž 1939  | Československý válečný kříž 1939, (Československo, 13. dubna 1946) za bojové zásluhy v boji za osvobození |
| Junácký kříž „Za vlast“ 1939–1945 | Junácký kříž „Za vlast 1939 – 1945“                                                                       |
| Kříž obrany státu                 | Kříž obrany státu, (udělen 8. května 2017)                                                                |

- Povýšen na podplukovníka v roce 1946
- Povýšen na plukovníka in memoriam v roce 1947

## Posmrtná připomínka
Kenotaf Bohuslava Kohouta a další oběti nacistické okupace Josefa Drahotského je umístěn na hřbitově ve Vysokém Mýtě.